# Tomašica
Tomašica es una localidad de Croacia en la ciudad de Garešnica, condado de Bjelovar-Bilogora.

## Geografía
Se encuentra a una altitud de 130 m s. n. m. a 108 km de la capital nacional, Zagreb.

## Demografía
En el censo 2011, el total de población de la localidad fue de 365 habitantes.
| Gráfica de población de Tomašica 1857-2011                          |
|                                                                     |
| Según los censos de población de la oficina estadística de Croacia. |